# Walter Renneisen

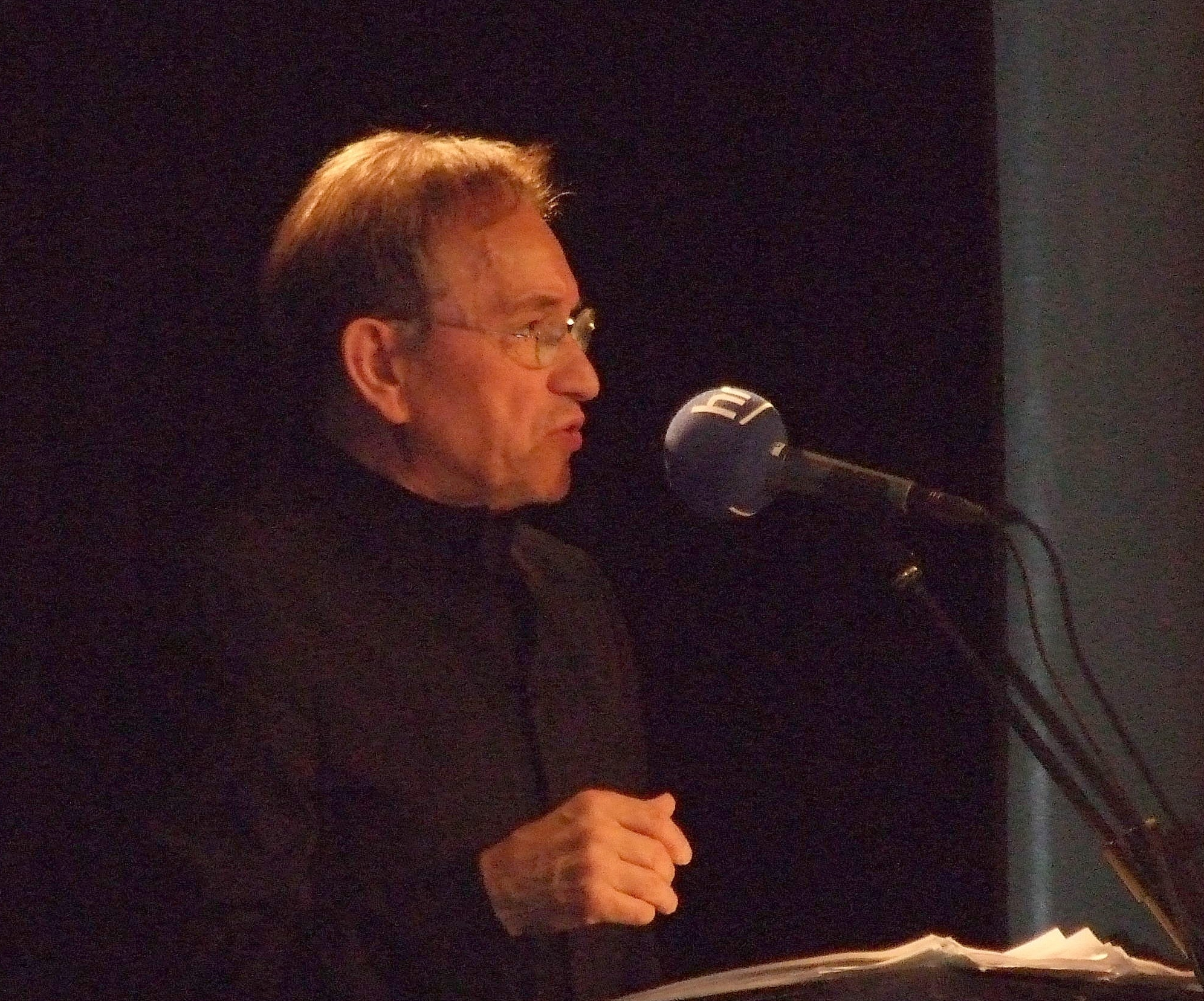
Walter Renneisen bei einer öffentlichen Lesung (2007)

Walter Renneisen (* 3. März 1940 in Mainz) ist ein deutscher Schauspieler und Hörspielsprecher.

## Biografie
Walter Renneisen wuchs im hessischen Raunheim auf. Nach dem Abitur an der Immanuel-Kant-Schule in Rüsselsheim 1960 studierte Renneisen von 1960 bis 1964 an den Universitäten Köln und Mainz Theaterwissenschaften, Germanistik und Philosophie. Von 1964 bis 1967 besuchte er die Westfälische Schauspielschule in Bochum. Nach seinem Abschluss dort erhielt er Engagements unter anderem am Schauspielhaus Bochum, dem Theater Dortmund und dem Staatstheater Darmstadt.
Seit 1977 arbeitet er als freier Schauspieler unter anderem für das Staatstheater Stuttgart, das Theater Bonn, das Deutsche Theater, das Staatstheater Darmstadt, sowie für verschiedene Freilichttheater. Im Fernsehen ist er häufig in Serien wie Tatort, Der Alte, Derrick, Ein Fall für zwei und Siska zu sehen. Seit 1995 geht er mit eigenen Theaterproduktionen auf Tournee. Er ist außerdem ein vielbeschäftigter Hörspielsprecher und wirkte in über 800 Hörspielen mit.
Walter Renneisen ist verheiratet und hat zwei Töchter und zwei Söhne. Er ist der Vater des Schauspielers Mathias Renneisen und der Onkel der britischen Schauspielerin Alex Kingston. Renneisen lebt in Bensheim.

## Filmografie (Auswahl)
- 1977: Tatort – Flieder für Jaczek (TV)
- 1980: Tatort – Der Zeuge (TV)
- 1982: Regentropfen
- 1982: Ein Fall für zwei – Kratzer im Lack (TV)
- 1982–1984: Rote Erde (TV-Serie)
- 1985: Geschichten aus der Heimat (Fernsehserie) Episode: Ortsgespräch
- 1986: Hessische Geschichten (TV-Serie, vier Folgen)
- 1986: Der Alte – (Folge 108: Tödliche Freundschaft)
- 1988: Der Alte – (Folge 125: Schweigen für immer)
- 1989: Tatort: Kopflos (TV)
- 1990–1996: Derrick (TV-Serie, sechs Folgen)
- 1991: Linda
- 1991: Der Alte – (Folge 165: Der Geburtstag der alten Dame)
- 1993: Der Alte – (Folge 180: Kurzer Prozess)
- 1993: Glückliche Reise – Mallorca (TV-Reihe)
- 1993: Mit Leib und Seele (TV-Serie)
- 1994–1998: Der König (TV-Serie)
- 1995: Tatort – Bienzle und die Feuerwand (TV)
- 1996: Tresko – Der Maulwurf (TV)
- 1996: Der Schattenmann (TV)
- 1996: Der Alte – Folge 215: Der Lebensretter
- 1995: Tatort – Eulenburg (TV)
- 1997: Polizeiruf 110 – Feuertod (TV)
- 1997: Der Alte – Folge 229: Der Verdacht
- 1999: Tatort – Der Heckenschütze (TV)
- 1999: Die indische Ärztin (TV-Serie)
- 1999: Polizeiruf 110 – Schellekloppe (TV)
- 1999: Tatort – Bienzle und die blinde Wut (TV)
- 2000: Adelheid und ihre Mörder (TV-Serie)
- 2001–2007: Siska (TV-Serie, sechs Folgen)
- 2002: Der Alte – (Folge 273: Fahrlässige Tötung)
- 2002: Tatort – Bienzle und der süße Tod (TV)
- 2004: Fliege hat Angst (TV)
- 2006: Der Alte – Folge 312: Tod eines Mandanten
- 2006: Die Kommissarin (TV-Serie)
- 2006: Das Schneckenhaus (TV)
- 2010: Tatort – Am Ende des Tages (TV)

## Hörspiele und Features (Auswahl)
- 1978: Hans Rothe: Besondere Kennzeichen: Kurzsichtig. Hörspiel um Georg Büchner – Regie: Ulrich Lauterbach
- 1980: Ephraim Kishon: Der Trauschein
- 1981: Eva Maria Mudrich: Der Geburtstag
- 1984: Friederike Roth: Nachtschatten
- 1984: Ekkes Frank: Das Glück der Erinnerung – Regie: Andreas Weber-Schäfer
- 1985: Walter Adler: Der Kipplinger-Report
- 1987: Robert Silverberg: Endstation Kambrium
- 1989: Patricia Highsmith: Der talentierte Mister Ripley
- 1991: Hubert Wiedfeld: Der Schatten und sein Schatten
- 1992: J. R. R. Tolkien: Herr der Ringe
- 1993: Tankred Dorst: Merlin oder das wüste Land (Knappe) – Regie: Walter Adler (Hörspiel – MDR)
- 1993: Horst Bosetzky: Wirklich bestialisch – Regie: Holger Rink (Kriminalhörspiel – WDR)
- 1994: Rainer Puchert: Himmelgänger – Regie: Klaus-Michael Klingsporn (DLR Berlin)
- 1996: Alfred Marquart: Sherlock Holmes und die Whitechapel-Morde (Dr. Liewellyn) – Regie: Patrick Blank (Hörspiel – SWF)
- 1997: Charles Willeford: Auch die Toten dürfen hoffen
- 1998: Charles Willeford: Bis uns der Tod verbindet
- 1998: Bruno Schulz: Wie Jakub, mein Vater, sich von uns wegverwandelte – Bearbeitung, Regie und Musikcollage: Heinz von Cramer (Familiendrama – HR)
- 2000: Damon Runyon: Butch passt aufs Baby auf (Rusty) – Regie: Regine Ahrem (Hörspielreihe: Schwere Jungs und leichte Mädchen, Nr.: 1 – SFB/ORB)
- 2000: Damon Runyon: Blutdruck (Rusty) – Regie: Regine Ahrem (Hörspielreihe: Schwere Jungs und leichte Mädchen, Nr.: 3 – SFB/ORB)
- 2003: Bodo Kirchhoff: Schundroman
- 2004: Arthur Conan Doyle: Abbey Grange
- 2004: Anton Tschechow: Das Leben in Fragen und Ausrufen – Bearbeitung und Regie: Irene Schuck (Hörspiel – NDR Kultur)
- 2005: Christina Calvo: Das Ehrenwort des Henkers
- 2005: Lloyd Alexander: Taran und der Zauberspiegel (Craddoc) – Regie: Robert Schoen (Kinderhörspiel – SWR)
- 2007: Thomas Mann: Doktor Faustus
- 2006: Ed McBain: Die lästige Witwe – Regie: Ulrich Lampen (Hörspiel – HR)
- 2006: Ed McBain: Dead Man’s Song – Regie: Ulrich Lampen (Kriminalhörspiel – HR)
- 2009: Die spannendsten Fälle von Sherlock Holmes & Dr. Watson. Der Audio Verlag (DAV), Berlin, 2009, ISBN 978-3-89813-810-9 (5 CDs, 245 Min.)
- 2009: Gustave Akakpo: Die Aleppo-Beule Regie: Beatrix Ackers (Hörspiel – SR)
- 2010: Hugo Rendler: Finkbeiners Geburtstag (Radio-Tatort – SWR)
- 2011: Hanns Heinz Ewers: Clarimonde (Nach der Erzählung „Die Spinne“) – Regie: Uwe Schareck (DKultur)
- 2013: Florian Felix Weyh: Entweigerung – Wiedervorlage einer Gewissensfrage – Regie: Günter Maurer (Feature – SWR)
- 2013: Nii Parkes: Die Spur des Bienenfressers – Regie: Thomas Leutzbach (Hörspiel – WDR)
- 2014: Arthur Conan Doyle: Der Hund der Baskervilles – Regie: Bastian Pastewka (WDR)
- 2015: Reinhold Batberger: Die Bibel der Hölle. Eine Vision des Dichters, Malers und Kupferstechers William Blake Regie: – Andrea Getto (Hörspiel – HR)
- 2018: Die drei Sonnen. Trisolaris-Trilogie nach Liu Cixin, Regie: Martin Zylka (Hörspiel – WDR)
- 2018: Der dunkle Wald. Trisolaris-Trilogie nach Liu Cixin, Regie: Martin Zylka (Hörspiel – WDR)

## Auszeichnungen
- 1985: Hörspielpreis der Kriegsblinden
- 1995: Adolf-Grimme-Preis für Er nannte sich Hohenstein (zusammen mit Hans-Dieter Grabe und Horst Bendel)
- 2004: Hessischer Verdienstorden
- 2005: Sonderpreis der INTHEGA
- 2008: "Holzisch Latern" (Hölzerne Laterne") des Karnevalverein Dieburg 1838 e. V.
- 2014: Bundesverdienstkreuz am Bande[2]
- 2016: Rheingau Musikpreis
- 2020: Darmstädter Turmschreiber